# Álvaro Lapa

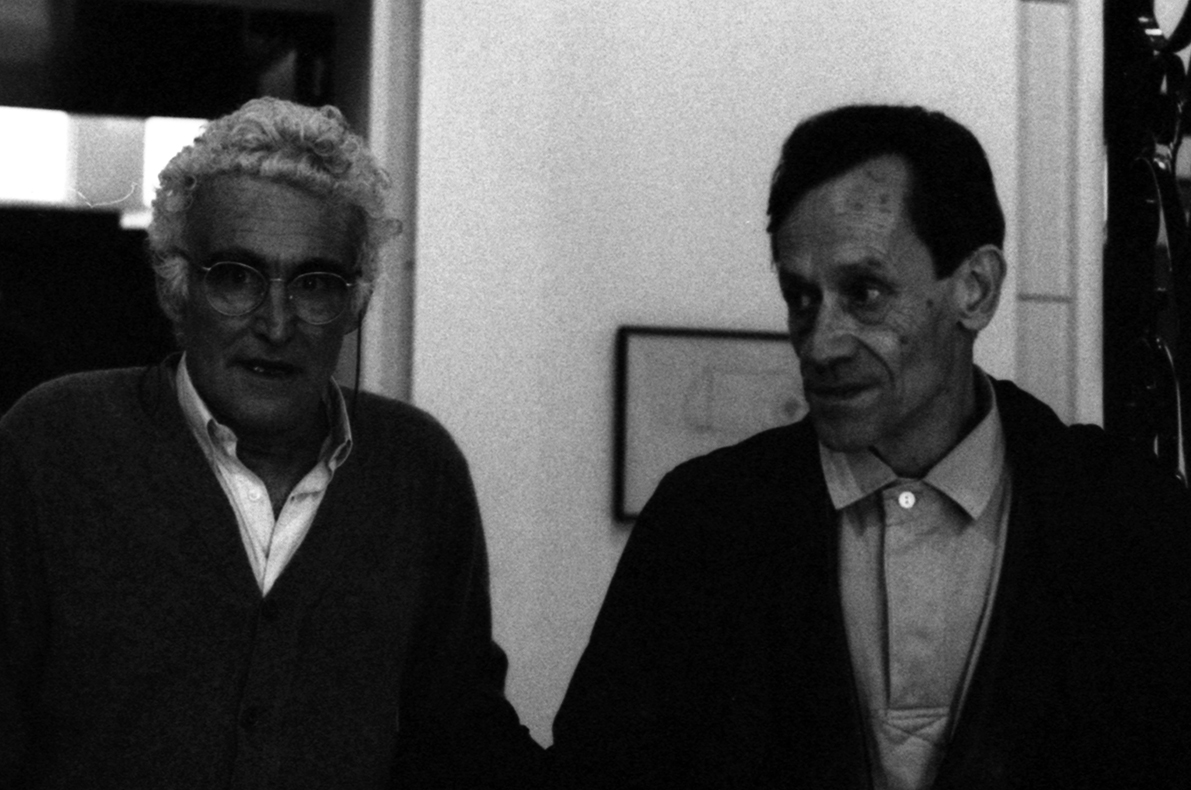
Álvaro Lapa e o seu amigo João Cutileiro na sua exposição retrospectiva, no Museu de Serralves, no Porto — 1994.

Álvaro Carlos Dinis Lapa (Évora, 31 de julho de 1939 — Porto, 11 de fevereiro de 2006) foi um pintor e escritor português. Foi um dos grandes nomes da pintura portuguesa contemporânea.

## Biografia
Álvaro Lapa nasce em Évora em 1939. Em 1947, após a prisão do pai e o afastamento da mãe que se vê obrigada a ir trabalhar para o Barreiro levando consigo os 2 filhos mais novos, Álvaro Lapa fica entregue aos cuidados dos seus padrinhos.
Durante a sua formação académica, recebe lições (1950) de António Charrua (1925–2008) para melhorar a sua classificação na disciplina de desenho. É aluno de Vergílio Ferreira (1916–1996) nos 6º e 7º anos (1951 e 1952), o que o vai levar a iniciar-se na escrita de poesia.
Concluído o liceu em 1956, vai para Lisboa continuar os seus estudos na Faculdade de Direito. Publica durante este período um texto sobre Kafka, no Boletim da Associação de Estudantes da Faculdade e participa na “Missão Internacional de Arte” em Évora (1958), promovida por Júlio Resende e apoiada pela Fundação Calouste Gulbenkian. É neste evento que contacta com o expressionismo abstracto, através do artista convidado Theo Appleby.
Acaba por abandonar o curso de Direito (1960) para ingressar no curso de Filosofia, tendo neste período (1962) viajado até Paris onde contacta com artistas próximos do surrealismo e com a emergente arte americana. É também no ano de 1962 que começa a pintar com o seu amigo Joaquim Bravo (1935–1990).
Ainda em 1962, leciona a disciplina de Português no Ensino Técnico de Estremoz. Conhece António Areal (1928–1978), que o vai influenciar na sua forma de pintar. Casa com uma colega de faculdade, Maria Helena Azevedo e vê nascer Hugo, o seu primeiro filho. Acaba por se ver afastado da função pública em 1963 por suspeita de ser um activista de esquerda.
Em 1964, expõe pela primeira vez individualmente, na Galeria 111, em Lisboa. No ano seguinte nasce o seu filho Frederico e muda-se para Lagos, onde vai viver até 1970, retomando a convivência com o escultor e amigo João Cutileiro (1937–2021).
Nasce, em 1968, a sua filha Sofia e recebe o seu primeiro prémio de pintura (2.º Prémio na Exposição da Queima das Fitas de Coimbra). No ano seguinte nasce o seu quarto filho, Raul.
Tem, com a sua viagem à Escandinávia em 1970, a oportunidade de experimentar novas formas de arte. Um ano depois viaja pela Europa e Norte de África. É neste ano também que se muda para Lisboa e se separa de Maria Helena Azevedo.
Deambulando entre Lagos e Évora, em 1972, escreve o texto “Um pato?” para o catálogo da exposição individual de Joaquim Bravo, na Galeria Quadrante, em Lisboa. No ano seguinte, com passagem por uma crise psíquica grave com internamento em Coimbra, vai encontrar apoio no amigo João Cutileiro. Conhece a pintora Maria José Aguiar (1948– ) que, juntamente com João Cutileiro, o vão incentivar a mudar-se para o Porto onde passa a viver com a pintora.
Em 1974, escreve “Raso como o chão”, que será publicado em 1977 pela Editorial Estampa. Vai também escrever sobre Maria José Aguiar para a sua exposição individual na Galeria Espaço, no Porto. No ano seguinte conclui, na Faculdade de Letras da Universidade do Porto, o curso de filosofia e em 1976 obtém uma bolsa da Fundação Gulbenkian. Retorna ao ensino com uma passagem fugaz pelo Ciclo Preparatório, na Póvoa de Varzim, entrando depois como professor assistente na Escola Superior de Belas Artes do Porto, onde vai leccionar a disciplina de Estética.
Fruto da sua relação com Maria José Aguiar, nasce em 1980 a sua filha Violeta, casando-se um ano depois com a pintora.
Conhece em 1983 José Augusto França (1922– ), que vai orientá-lo na sua tese de doutoramento sobre o Surrealismo em Portugal e 1984 conhece António Dacosta (1914–1990).
Em 1998, os “Artistas Unidos”, na antiga fábrica Mundet, no Seixal, estreiam o espectáculo “Mikado”, a partir de textos de Álvaro Lapa, Alberto Cinza e William Burroughs.
A sua única obra de arte pública, é realizada em 2003 para a decoração da estação de metro de Odivelas.
“Álvaro lapa faleceu em Fevereiro de 2006. Deixou a obra de um homem livre e criativo, filósofo de formação e artista autodidacta, que dedicou a sua vida à Pintura e à Arte, duas actividades indissociáveis e complementares na sua obra.”

## Carreira
Álvaro Lapa "assumiu desde sempre, no campo das artes plásticas, uma atitude isolada e autodidacta.
Desde a primeira exposição individual na Galeria 111 em Lisboa, em 1964, a obra de Lapa tem vindo a realizar uma espécie de gestão enigmática das formas, a partir de um oblíquo sistemas de signos, recusando qualquer equilíbrio ou habilidade estética. Este sistema funciona sobretudo como um personalizado e polémico código de escrita, obrigando-nos a ponderar o fascínio das formas dissemelhantes e contíguas, onde o informe, à maneira de Artaud e Bataille, alude a eventuais filiações na pintura abstracto-expressionista tanto europeia como norte-americana — sobretudo Robert Motherwell — e no surrealismo europeu, nomeadamente na tensão narrativa que a desconstrução formal deixa em aberto.
A autonomia dos valores plásticos desta pintura é contrabalançada com a marca indelével da referência autobiográfica a leituras e influências literárias que conduziram, por exemplo, à notável série dos "cadernos", reportados a um conjunto de escritores que constituem, por assim dizer, a biblioteca subversiva de Álvaro Lapa: Rimbaud, Kafka, Henry Miller, James Joyce, William Burroughs, Sade, Michaux, entre outros. Aliás, a técnica do "cut-up" cara aos escritores da "Beat Generation" terá nesta pintura uma influência fecunda no modo como fragmenta ou inviabiliza qualquer possibilidade de leitura semiótica definitiva ou mesmo estabilizada.
A recusa das evidências e das convenções de legibilidade não é um exercício teórico de análise conceptual, mas antes a demanda de uma espécie de autenticidade interior que pudesse formar um idioma próprio, marcado pelo ritmo íntimo.
Neste sentido, a pintura de Álvaro Lapa pode ser situada, exteriormente, no quadro histórico de uma avaliação subversiva da tradição da pintura, cúmplice das escritas clandestinas, ou intimamente, como diário de um universo preso à verdadeira idiossincrasia de um universo pessoal".
Ao longo da sua carreira conquistou várias distinções, nomeadamente o Grande Prémio EDP e teve várias exposições em museus como a Museu de Arte Contemporânea de Serralves.
Há quem defenda que a sua obra é de carácter autobiográfica, não se podendo encaixar num só ou qualquer "ismo". O seu trabalho ao longo dos tempos evidenciou uma forte relação entre a literatura e a pintura. A sua licenciatura em Filosofia talvez em parte justifique esta ligação.
Ao longo dos anos Álvaro Lapa, conforme já referido, realizou a sua primeira exposição na Galeria 111, de Manuel de Brito, em Lisboa, manteve actividade constante realizando inúmeras exposições em Portugal e no estrangeiro afirmando-se como um dos pintores mais importantes da segunda metade do século XX.
Raramente deu entrevistas, e às "vernissages" preferia o contacto directo com o público, chega-se a dizer que, foi ele próprio, na década de 70, que vendeu as suas pinturas na antiga Feira da Vandoma, junto à Sé do Porto.
Como escritor, Álvaro Lapa tem uma escrita de entendimento difícil, deixando de parte o leitor habituado a uma leitura de narrativa lógico-concreta.
Em 1976, ingressa como professor na Escola Superior de Belas Artes do Porto onde leccionou disciplinas teóricas como é exemplo a disciplina de Estética. Enquanto professor, tornou-se numa das fortes influências de alguns dos seus alunos que, de uma forma ou de outra, sofreram ascendência da sua pintura.
O seu nome encontra-se na lista de colaboradores da publicação académica Quadrante (1958–1962) publicada pela Associação Académica da Faculdade de Direito de Lisboa.

## Exposições
Exposições Individuais (selecção)
- 1964 — Lisboa, Galeria 111.
- Lisboa, Galeria Divulgação.
- 1965 — Lisboa, Galeria Divulgação.
- 1969 — Lisboa, Galeria Buchholz.
- 1970 — Lisboa, Galeria Buchholz.
- 1971 — Lisboa, Galeria Buchholz, Escuro como a cova onde o meu amigo se não move [exposição-instalação].
- 1972 — Lisboa, Galeria Buchholz, As Profecias de Abdul Varetti — cortinas em ferro e outros objectos, espólio de um escritor falhado.
- 1973 — Lisboa, Galeria Quadrante, Modelos Narrativos/Exposição de Abdul Varetti e Álvaro Lapa.
- Porto, Cooperativa Árvore, Modelos Narrativos/Exposição de Abdul Varetti e Álvaro Lapa.
- 1974 — Porto, Galeria Espaço, O réseau teórico e o castelo de Bragança.
- 1975 — Lisboa, Galeria Buchholz, Os criminosos e as suas propriedades — exposição de literatura.
- 1976 — Lisboa, Galeria Quadrante, Pintura/Desenho: 75–76.
- 1977 — Porto, Galeria Módulo.
- Coimbra, Círculo de Artes Plásticas de Coimbra, Escrita (73–76).
- 1978 — Porto, Museu Nacional Soares dos Reis/Centro de Arte Contemporânea, Exposição Retrospectiva.
- 1980 — Lisboa, Arta.
- Coimbra, Círculo de Artes Plásticas de Coimbra, Conversa.
- 1981 — Porto, Galeria Roma e Paiva, Monumentos/Documentos.
- 1982 — Lisboa, Galeria Quadrum.
- Lisboa, Galeria Diferença.
- Setúbal, Casa de Bocage, Desenho.
- Porto, Galeria Roma e Paiva, Desenho (1981/82).
- 1985 — Lisboa, Galeria EMI/Valentim Carvalho.
- 1987 — Lisboa, Galeria EMI/Valentim Carvalho, Campéstico: Paisagens e Interiores.
- 1989 — Lisboa, Fundação Caloust Gulbenkian, Trabalhos sobre Papel.
- Lisboa, Galeria Valentim de Carvalho, Que horas são Que horas.
- 1991 — Santo Tirso, Galerias A5.
- 1993 — Braga, Casa Museu Nogueira da Silva, Mesa de Jardim.
- Lisboa, SNBA, Quixote na Bastilha.
- 1994 — Porto, Fundação Serralves, Retrospectiva.
- Lisboa, Centro de Arte Moderna (CAM), Retrospectiva.
- 2003 — Torres Novas, Galeria Neupergama.
- 2006 — Porto, Galeria Fernando Santos, Álvaro Lapa — reunião.
- Lisboa, Museu da Cidade, Obras com palavras com hífen e paisagísticas.
- 2007 — Torres Novas, Galeria Neupergama, Álvaro Lapa com Álvaro Lapa.

Exposições Colectivas (selecção)
- 1964 — Lisboa, SNBA, Salão do Claro-Escuro.
- 1965 — Funchal, I Salão de Arte Moderna.
- 1966 — Funchal, II Salão de Arte Moderna.
- 1968 — Lisboa, Galeria Buchholz, Novas Iconologias.
- Lisboa, Galeria Quadrante, Últimas Revelações da Arte Portuguesa.
- Coimbra, Exposição da Queima das Fitas.
- Lisboa, Salão Nacional da Arte, SNI.
- 1969 — Lisboa, SNBA, Salão do Banco Português do Atlântico.
- 1970 — Lagos, I Salão de Arte de Lagos.
- 1972 — Lisboa, SNBA, Exposição A.I.C.A.
- 1973 — Lisboa, SNBA, Esposição A.I.C.A.
- Lisboa, SNBA, Abstração e Nova Figuração.
- Porto, Cooperativa Árvore.
- Barcelona, Salamanca e Lisboa, Pintura Portuguesa de Hoje.
- 1975 — Lisboa, SNBA, Figuração Hoje?
- Lisboa, Museu Nacional de Arte Antiga, Bosch: artistas contemporâneos e as tentações de Santo Antão.
- Porto, Sede do Partido Comunista Português.
- Lisboa, SNBA, Colagem-Montagem.
- 1976 — Porto, Museu Nacional de Soares dos Reis, Exposição de Inauguração do Centro de Arte Contemporânea.
- Roma, Paris, Rio de Janeiro e Lund, Arte Portuguesa.
- Lisboa, SNBA, Salão de Abril.
- 1977 — Lisboa, Galeria Nacional de Arte Moderna, Alternativa Zero.
- Lisboa, SNBA e Porto, Museu Nacional de Soares dos Reis, O erotismo na arte moderna portuguesa.
- 1978 — Porto, Galeria do Jornal de Notícias, Artistas Actuais do Porto nas colecções do Museu Nacional de Soares dos Reis.
- 1979 — Lisboa, Lisbon International Show, LIS/79.
- Cagnes-sur-Mer, Haut-de-Cagnes, 11º Festival International de la Peinture Château-Muséé.
- 1981 — Lisboa, Fundação Caloust Gulbenkian, Antevisão do Centro de Arte Moderna.
- Lisboa, Lisbon International Show, LIS/81.
- 1982 — Bona, Kultuurforum, Aspectos do Desenho Contemporâneo em Portugal.
- Lagos, Salão de Arte Moderna.
- 1983 — Lisboa, SNBA, A História Trágico-Marítima e Perspectivas Actuais.
- 1984 — Porto, Cooperativa Árvore, Os Novos Primitivos.
- Lisboa, Faculdade de Letras, Atitudes Litorais.
- Campo Maior, EIAM784, I Exposição Ibérica de Arte Moderna.
- Lisboa, Galeria Almada Negreiros, Ministério da Cultura, Homengem dos Artistas Portugueses a Almada Negreiros.
- 1985 — Lisboa, Galeria EMI/Valentim de Carvalho, Signos.
- Porto, Museu Nacional de Soares dos Reis, Os Portugueses no Mundo.
- 1986 — Coruña, Madrid, Canárias e Lisboa, Litoral.
- Bruxelas, Centre Albert Borschette, Le XXéme au Portugal.
- Pontevedra, 7ª Bienal Internacional de Arte.
- Lisboa, SNBA, Salão A.I.C.A. / Philae.
- Lisboa, Fundação Caloust Gulbenkian, 3ª Exposição de Artes Plásticas.
- Southampton, John Hansard Gallery, The University, Nove/Nine Portuguese Painters.
- 1987 — Madrid, Museo Español de Arte Contemporáneo, Arte Contemporáneo Portugués.
- Macau, Exposição de Arte Contemporânea Portuguesa.
- Lisboa, CAM — Centro de Arte Moderna da Fundação Caloust Gulbenkian, 10 amad(e)ores.
- Porto, Casa de Serralves, Exposição de Arte Moderna.
- São Paulo, Rio de Janeiro e Filadélfia, 70–80, Arte Portuguesa.
- 1988 — Madeira, Centro de Arte de São João, Década de 70.
- Toulon, Museé de Toulon, Lisbonne ajourd’hui.
- Covilhã e Funchal, Pintura Portuguesa 1988.
- 1989 — Lisboa, Bicentenário do Ministério das Finanças.
- Madrid, Centro Cultural Conde Duque, Portugal Hoy.
- Londres, Art London 1989.
- Barcelona, Fundación Miró, 1ª Trienal de Dibuix Joan Miró.
- Brasil, XX Bienal Internacional de São Paulo.
- Lisboa, Ministério das Finanças, Exposição de Pintura e Escultura do Património da Caixa Geral de Depósitos.
- 1990 — Madrid, Recinto Ferial, ARCO’90.
- 1991 — Lisboa, SNBA, Colectiva para o Parlamento Europeu.
- Bélgica, Museu de Ghent, Europália, Tríptico.
- 1992 — Alemanha, Osnabrück, Arte Portuguesa 1992.
- Porto, Fundação de Serralves, Há um minuto no Mundo que passa.
- Lisboa, CAM — Centro de Arte Moderna da Fundação Caloust Gulbenkian, Artistas Portugueses na Colecção da Fundação Luso-Americana para o Desenvolvimento.
- 1993 — España, Santiago de Compostela, Auditório da Galicia, Vanguarda e Modernidade do Século XX Português.
- Japão, Fundação Akemi, Orientações.
- Évora, Museu de Évora, Obras da Colecção da Fundação Luso-Americana para o Desenvolvimento.
- Lisboa, Culturgest, Arte Moderna em Portugal.
- 1994 — Porto, Fundação de Serralves.
- España, Santiago de Compostela, Auditório da Galicia, Um Museu Português.
- Lisboa, Centro Cultural de Belém, O Rosto da Máscara.
- 2008 — Porto, Galeria de Arte Cor Espontânea, Dimensões da Cor.
- Porto, Galeria de Arte Cor Espontânea, Sem Título.
- Valência, Fiart — Feira de Arte Contemporânea de Valência.
- Rio de Janeiro, Caixa Cultural do Rio de Janeiro, Linha do Horizonte.
- Lisboa, Museu das Comunicações, Caligrafias — Uma Realidade Inquietante.[7]

## Obras Públicas
- 2003 — Metropolitano de Lisboa, Estação de Metro de Odivelas.[8]

## Textos/Publicações
- Lapa, Álvaro; «Kafka e a Saudade da Terra Prometida», in Quadrante. Assoc. de Estudantes da Faculdade de Direito de Lisboa. 1958, nº1, pp. 29.
- Lapa, Álvaro; «Artistas por eles próprios. Álvaro Lapa — A Degradação do Silêncio», in A Capital. 1971.
- Lapa, Álvaro; «um pato?», in Catálogo da Exposição Individual de Joaquim Bravo. Ed. Galeria Quadrante; Lisboa, 1972.
- Lapa, Álvaro; in Catálogo da Exposição Individual de Maria José Aguiar. Ed. Galeria Espaço; Porto, 1974.
- Lapa, Álvaro; Raso como o Chão. Ed. Estampa; Lisboa, 1977.
- Lapa, Álvaro; «Últimas Palavras», in Catálogo da Exposição Álvaro Lapa. Galeria Módulo. Fev.-Mar. de 1977.
- Lapa, Álvaro; Porque Morreu Eanes. Ed. Estampa; Lisboa, 1978.
- Lapa, Álvaro; Barulheira. Ed. & Etc.; Lisboa, 1982.
- Lapa, Álvaro; Balança. Ed. & Etc.; Lisboa, 1985.
- Lapa, Álvaro; «De um livro que há no Museu Tradéro...», in Álvaro Lapa, Retrospectiva, pp.19. Fundação Serralves, 1994.
- Lapa, Álvaro; Sequências Narrativas Completas. Ed. Assírio & Alvim. Lisboa, 1994.
- Lapa, Álvaro; Álvaro Lapa: reunião. Ed. Galeria Fernando Santos. Lisboa, 2005.[9]

## Colecções (selecção)
Presente nas colecções:
- CAM — Centro de Arte Moderna da Fundação Caloust Gulbenkian.
- Museu Colecção Berardo — Colecção de Arte Moderna e Contemporânea.
- Fundação Carmona e Costa.
- MNAC — Museu do Chiado.
- Fundação Serralves, Museu de Arte Contemporânea.
- MEIAC — Museo Extremeño e Iberoamericano de Arte Contemporáneo (Badajoz).
- MUSART — Museu Nacional de Arte de Moçambique.
- Colecção Fundação Ilídio Pinho — Arte Contemporânea Portuguesa.
- Colecção Maria Nobre Franco
- Colecções Privadas.[10]

## Prémios
- 1968 — 2º Prémio da Exposição da Queima das Fitas, Coimbra.
- 1970 — 3º Prémio do I Salão de Arte de Lagos, Lagos.
- 1982 — 3º Prémio do Salão de Arte Moderna, Lagos.
- 1987 — 2º Prémio na Exposição de Arte Moderna/Prémio Amadeo de Souza-Cardoso, Prémio ex-aequo [com Eduardo Batarda], Casa de Serralves, Porto.
- Prémio Artes Plásticas da Secção Portuguesa da A.I.C.A.
- 2004 — Grande Prémio EDP.[11]